# Óscar Arias
Óscar Rafael de Jesús Arias Sánchez (Heredia, 13 de setembro de 1940) é um político da Costa Rica.

## Carreira
Foi presidente de seu país no período 1986-1990. Por ter proposto um acordo de paz para a América Central, foi agraciado com o Nobel da Paz de 1987. Voltou a ser eleito presidente em 2006, para o período 2006-2010.
Ele também foi indicado ao Prémio Humanitário Albert Schweitzer, e em 2003 foi indicado para o conselho de administração do Tribunal Penal Internacional. Ele também é atualmente um membro do Clube de Madrid, uma organização sem fins lucrativos composta por 81 ex-líderes de estados democráticos, que funciona para fortalecer as instituições democráticas.